# Aart de Heer
Aart de Heer (29 juli 1949), beter bekend onder zijn artiestennaam André du Lord en ook wel bekend als Aad de Heer of André de Heer, is een Nederlands goochelaar en acteur.
De Heer is een halfbroer van Bas van Toor en Aad van Toor. Als goochelaar trad hij regelmatig op met Bassie en Adriaan.

## Biografie
De Heer had, voordat hij goochelaar werd, een loopbaan als profvoetballer bij Fortuna Vlaardingen. In 1976 werd hij uitgeroepen tot Nederlands kampioen door de Nederlandse Magische Unie. De Heer werd dat zelfde jaar geschorst door de unie. Eind jaren 70 trad hij, onder andere met zijn jachtluipaard Lisa, vaak op als gast tijdens optredens van Bassie en Adriaan. Tevens was hij spreekstalmeester in Circus Bassie en Adriaan, waarin hij ook optrad als goochelaar. Ook was De Heer samen met zijn jachtluipaard te zien in de televisieseries Bassie & Adriaan: Het Geheim van de Sleutel en Bassie & Adriaan: De Diamant.
In 1981 werden zijn jachtluipaard en een babyleeuw in beslag genomen door het toenmalige ministerie van Cultuur, Recreatie en Maatschappelijk Werk (CRM) en ze dreigden te worden afgemaakt. De Heer zou geen vergunning hebben. De babyleeuw bleek illegaal verhandeld te zijn en werd naar Diergaarde Blijdorp gebracht en is later in Zuid-Afrika uitgezet in een reservaat. Het jachtluipaard mocht De Heer houden, omdat hij het dier gekocht had voordat de Wet Bedreigde Uitheemse diersoorten in werking trad en het daarom legaal was gekocht.
Begin jaren 90 trad hij weer samen op in de Bassie & Adriaan Lachspektakelshow.
Eind 1993 werd De Heer veroordeeld tot een gevangenisstraf van 6 jaar. Hij werd veroordeeld tot uitlokken van een poging tot moord. De Heer had iemand betaald om een handgranaat te gooien naar het huis van zijn ex, die eerder al verminkt werd met zoutzuur. Bij de explosie raakte niemand gewond, omdat de handgranaat tegen de ramen terugketste en op straat explodeerde.
Eind jaren 90 spande Bas van Toor een rechtszaak aan tegen De Heer. In een huis, eigendom van Van Toor, waarin De Heer woonde, werd een cannabiskwekerij ontdekt. Van Toor eiste dat De Heer de woning zou verlaten.
Eind jaren 10 was De Heer buschauffeur bij een touringcarbedrijf in Maasdijk.

## Filmografie
- Bassie & Adriaan: Het Geheim van de Sleutel (1978-1979) (televisieserie) – André du Lord
- Bassie & Adriaan: De Diamant (1979)(televisieserie) – André du Lord
- Bassie & Adriaan in het circus (1981)

## Trivia
- In de serie Bassie & Adriaan: Het Geheim van de Sleutel krijgt Bassie van André du Lord een parkiet "Sweety". Deze parkiet was ook te zien in Bassie & Adriaan: De Diamant en Bassie & Adriaan: De Huilende Professor. De tamme parkiet was eigendom van De Heer.[24]